# Aleida Assmann
Aleida Assmann (nascida Aleida Bornkamm, 22 de março de 1947) é uma professora alemã de Inglês e Estudos Literários que estudou egiptologia e cujo trabalho se concentrou na antropologia cultural e na memória cultural e comunicativa.

## Vida
Aleida Bornkamm nasceu em Bielefeld, Renânia do Norte-Vestfália, Alemanha e é filha do estudioso do Novo Testamento Günther Bornkamm e sua esposa, Elisabeth. Estudou inglês e egiptologia nas universidades de Heidelberg e Tübingen de 1966 a 1972.  Em 1977, escreveu sua dissertação em Heidelberg sobre a legitimidade da ficção (Die Legitimation der Fiktion). No entanto, precisou pesquisar egiptologia em Tübingen porque seu marido, Jan Assmann, havia se tornado professor de egiptologia em Heidelberg.
Em 1992, completou sua habilitação em Heidelberg. Em 1993, tornou-se professora de Inglês e Estudos Literários na Universidade de Konstanz, onde permaneceu até 2014. Foi professora visitante na Universidade de Rice em Houston (2000), na Universidade de Princeton em 2001, na Universidade de Yale em 2002, 2003 e 2005, e na Universidade de Viena em 2005.
As primeiras obras de Assmann versaram sobre a literatura inglesa e a história da comunicação literária. Desde a década de 1990, seu foco tem sido a antropologia cultural, especialmente a memória cultural e comunicativa, termos que ela e seu marido cunharam e desenvolveram. Seus interesses específicos estão focados na história da memória alemã desde 1945, o papel das gerações na literatura e na sociedade e nas teorias da memória.
Desde 2011, trabalha em um projeto de pesquisa intitulado O Passado no Presente: Dimensões e Dinâmicas da Memória Cultural. Este projeto resume em inglês o trabalho dela e de Jan Assmann sobre memória cultural.

## Prêmios
Em 2014, recebeu o Prêmio Heineken de história da Academia Real de Artes e Ciências da Holanda. Em 2017, recebeu o Prêmio Balzan de Memória Coletiva junto com o marido Jan Assmann. Em 2018, foi premiada com o Prêmio da Paz dos Editores Alemães junto com seu marido, homenageando seu trabalho "paz sustentável e compreensão entre os povos do mundo". Desde 2020, Assmann é membro da ordem Pour le Mérite para Ciências e Artes, juntamente com seu marido.

## Publicações
- Die Legitimität der Fiktion. Ein Beitrag zur Geschichte der literarischen Kommunikation. Col: Theorie und Geschichte der Literatur und der schönen Künste; 55. Munich: Fink. 1980
- Arbeit am nationalen Gedächtnis. Eine kurze Geschichte der deutschen Bildungsidee. Frankfurt: Campus. 1993
- Zeit und Tradition. Kulturelle Strategien der Dauer. (Beiträge zur Geschichtskultur vol. 15) (Cologne, Weimar, Viena: Böhlau, 1999)
- Geschichtsvergessenheit - Geschichtsversessenheit: Vom Umgang mit deutschen Vergangenheiten nach 1945. (Stuttgart: Deutsche Verlags-Anstalt, 1999) (com Ute Frevert)
- Erinnerungsräume: Formen und Wandlungen des kulturellen Gedächtnisses. (Munique: C.H. Beck, 1999).
- Engführung des kulturellen Gedächtnisses: Die Germanistik in Deutschland steht im Banne eines post-traumatischen Literaturkanons - Frankfurter Rundschau (23 Abril 2002)
- Das kulturelle Gedächtnis an der Millenniumsschwelle. Krise und Zukunft der Bildung, (Constance: UVK, 2004)
- Die Unverzichtbarkeit der Kulturwissenschaften mit einem nachfolgenden Briefwechsel. (Hildesheimer Universitätsreden. Neue Folge Heft 2) (Hildesheim: Universitätsverlag, 2004)
- Generationsidentitäten und Vorurteilsstrukturen in der neuen deutschen Erinnerungsliteratur (Wiener Vorlesungen im Rathaus, vol. 117, ed. by Hubert Christian Ehalt) (Viena: Picus, 2006)
- Einführung in die Kulturwissenschaft. Grundbegriffe, Themen, Fragestellungen (Berlim: Erich Schmidt, 2006)
- Der lange Schatten der Vergangenheit. Erinnerungskultur und Geschichtspolitik. (Munique: C.H. Beck, 2006)
- "Memory, Individual and Collective", - Robert E. Goodin e Charles Tilly (eds.): The Oxford Handbook of Contextual Political Analysis (Oxford: OUP, 2006), pp. 210–224
- Geschichte im Gedächtnis: Von der individuellen Erfahrung zur öffentlichen Inszenierung. (Munique: C.H. Beck, 2007).
- «Europe : a community of memory? Twentieth Annual Lecture of the GHI, November 16, 2006». Bulletin of the German Historical Institute. 40: 11–25. 2007
  - Novick, Peter (2007). «Comments on Aleida Assmann's lecture : comment delivered at the Twentieth Annual Lecture of the GHI, November 16, 2006». Bulletin of the German Historical Institute. 40: 26–31
  - «Response to Peter Novick». Bulletin of the German Historical Institute. 40: 33–38. 2007
- "Die Last der Vergangenheit," - Zeithistorische Forschungen 3(2008), pp. 375–385
- "The Religious Roots of Cultural Memory," - Norsk teologisk tidsskrift 4(2008), pp. 270–292
- "Vom Vergessen der Kunst. Grenzüberlegungen zur Kulturanthropologie. Im Gespräch mit Renate Solbach," - Ulrich Schödlbauer (ed.), Die Enden der Kunst: Die Kultur der Gesellschaft (Heidelberg: Manutius, 2008), pp. 109–129
- "Sammeln, Sammlungen, Sammler," - Kay Junge, Daniel Suber, and Gerold Gerber (eds.), Erleben, Erleiden, Erfahren: Die Konstitution sozialen Sinns jenseits instrumenteller Vernunft (Bielefeld: transc., 2008), pp. 345–353
- "Von kollektiver Gewalt zu gemeinsamer Zukunft: Vier Modelle für den Umgang mit traumatischer Vergangenheit," - Kerstin Lingen (ed.), Kriegserfahrung und nationale Identität in Europa nach 1945: Erinnerung, Säuberungsprozesse und nationales Gedächtnis (Paderborn: Schöningh, 2009), pp. 42–51 Traduzido para o inglês: "From Collective Violence to a Common Future: Four Models for Dealing with a Traumatic Past," - Helen Gonçalves da Silva et al. (eds.), Conflict, Memory Transfers and the Reshaping of Europe (Newcastle upon Tyne: Cambridge Scholars Publishing, 2010), 8-23
- "Vom Zentrum zur Peripherie und zurück: Reisen ins Herz der Finsternis," - Matthias Theodor Vogt (ed.), Peripherie in der Mitte Europas (Frankfurt: Lang, 2009), pp. 61–77
- ed.: Vollkommenheit (Archäologie der literarischen Kommunikation 10) (Munique: Fink, 2010)
- "Vergessen oder Erinnern? Wege aus einer gemeinsamen Gewaltgeschichte," - Sabina Ferhadbegovic and Brigitte Weiffen (eds.), Bürgerkriege erzählen: Zum Verlauf unziviler Konflikte (Constance: Konstanz University Press, 2011), pp. 303–320
- "Wem gehört die Geschichte? Fakten und Fiktionen in der neueren deutschen Erinnerungsliteratur," - Internationales Archiv für Sozialgeschichte der deutschen Literatur 36:1 (2011), pp. 213–225
- Die Zukunft der Erinnerung und der Holocaust (com Geoffrey Hartman) (Constance: Konstanz University Press 2012)
- Auf dem Weg zu einer europäischen Gedächtniskultur? com prefácio de Hubert Christian Ehalt (Wiener Vorlesungen em Rathaus vol. 161) (Vienna: Picus, 2012)
- Cultural Memory and Western Civilization: Functions, Media, Archives (Cambridge: Cambridge University Press, 2012)